# ガイル (ストリートファイター)
ガイル（Guile）は、カプコンが開発・販売している対戦型格闘ゲーム『ストリートファイター』シリーズに登場する架空の人物。アメリカ向けのメディアでは主役級の扱いを受ける。

## キャラクターの設定
ベガに殺された親友ナッシュの仇を取るために、家族を捨て復讐のために闘う。しかし家族を捨てた後も少なからず家族を大切に思っている一面はあり、劇中でも家族を口にする台詞が多々ある他、『ストリートファイターII』（以下『ストII』と表記）のエンディングでも家族を捨てた身でありながら、自身を想ってくれる妻と娘を気遣っている。
初出の『ストII』ではアメリカ空軍少佐。沈着な性格であるが熱血漢でもある。闘いは非情なものであるとの信念を持つ。言動に渋みを感じさせるものが多くハードボイルドなキャラクターとして描かれている。
ホウキを逆さにしたような髪型と、両肩に施された星条旗のタトゥーがトレードマーク。特に髪型には並々ならぬこだわりを持っており、櫛を常備して闘いが終わる度に髪を整える。首からはドッグタグを、自分の物とナッシュの形見の物を一緒にして提げている。
格闘スタイルはマーシャルアーツ。ボクシングのような構えをとり、前述のマーシャルアーツの他、柔道やプロレスに用いられる投げ技、ムエタイの蹴り技も使う。自身が回転する技や、風にちなんだ技も多い。日本におけるマーシャルアーツと外国におけるマーシャルアーツは意味合いが違うため（詳細はマーシャルアーツを参照）、日本国外版での格闘スタイルは「Special Forces Military Training（軍人格闘術）」となっている。
『ストリートファイターZERO3』（以下『ZERO3』と表記）には、家庭用移植版および『ZERO3↑』（アッパー）の追加キャラクターとして登場する（PlayStation版とゲームボーイアドバンス版のみ隠しキャラクター）。企画担当の村田治生は前作『ストリートファイターZERO2』のインタビューで「最初はガイルの設定にすごく気を使っていたので、『ZERO3』でガイルを出したらストーリーをぶち壊すんじゃないかとか言われた」と語っており、初代『ストII』の登場キャラクターの中では『ZERO』シリーズ中で最も遅い登場となった。本作ではアメリカ空軍中尉で、軍の命令を無視して単身シャドルーの捜査をしているナッシュを止めるよう、軍上層部から要請を受ける。
『ストリートファイターIV』（以下『ストIV』と表記）では、壊滅させたはずのシャドルーの暗躍を察知し、春麗とともに調査を開始。同時に、ナッシュ捜索打ち切りの報を聞いたことをきっかけに、彼の生存を信じて再び家族を捨てて旅立つ。バックストーリーでは、若い頃（ナッシュがベガに殺される前）は「酒を飲んで仲間とバカ騒ぎする普通の男だった」とガイル自身が語っている。
『ストリートファイターV』（以下『ストV』と表記）でのデフォルトの衣装は常にサングラスをかけ、袖を肩までまくり上げたワイシャツとネクタイ姿になった。なお、本作では『ストII』シリーズおよび『ストIV』シリーズよりも後の時系列となっており、アメリカ空軍中佐に昇進している。復活したナッシュと再会した時も何があったか聞かず、自身の仕事をこなすほどの冷静さを持つようになる。
『ストリートファイター6』（以下『スト6』と表記）では『ストV』よりさらに後の時系列となっており、眉毛とヒゲを蓄えた顔つきとなったほかアメリカ空軍大佐に昇進している。
F-16パイロットでもあり、『ストII』シリーズのガイルステージでは駐機中のF-16が登場する。愛車はフォード・マスタング・シェルビーGT350。
以前は「静かなる復讐者」の異名を持っていたものの、『ストリートファイターEX』（以下『ストEX』と表記）でかつての部下だったドクトリン・ダークから「自分を鍛えてくれなかった」との理由で逆恨みされていることもあり、以降の作品では復讐が虚しい行為であることを悟っている。
ボイス（勝利メッセージ画面以外）は基本的には英語で喋っているが、『ストEX』シリーズでの勝利時や『ストIV』シリーズや『ストV』シリーズならびに『スト6』では日本語を口にする。
『ZERO3』ではネバダゴーストバレーを本拠地にしており、列車の上で闘うためステージが高速移動している。

### 家族
ユリア
ガイルの妻。ユリアの妹イライザはケンの恋人（のちに妻）であるため、ガイルとケンは相婿にあたる。ケンとイライザの息子であるメルは甥となる。
一度は家族を捨てた身だが、その後もユリアはガイルを愛しており、彼女の説得を受けて縒りを戻す。その後のガイルは各作品のエンディングなどで見られるように良き父親として過ごしている。なお、『ストIV』のアニメムービーでは旅立つガイルをクリスとともに複雑な表情で見送るシーンがある。
欧米版では名前がJane（ジェーン）になっている。
クリス
ガイルの娘。彼女とダルシムの息子・ダッタは文通相手である。メルは従弟にあたる。
『ストII』のガイルのエンディングに登場しているが、スーパーファミコン版初代『ストII』のエンディングのみガイルの会話で名前が挙げられている。
『ストV』の公式サイト「シャドルー格闘家研究所」の「キャラ図鑑」でプロフィールが紹介される。明るい性格でポップなものが大好き。格闘技には興味が無く、むしろ嫌いで争いごとも苦手な繊細な部分もある。家族思いな一面があり、父親を心配する優しい一面も見せる。携帯電話が好きで、ダッタとの文通がメールになった。ディージェイのファンでもあり、好きな物の中に「ディージェイの新譜」がある。嫌いな物は早起きとほうれん草。
欧米版では名前がAmy（エイミー）になっている。
サブ
飼い犬。『スト6』ではガイルとの散歩が趣味の一環となっている。

### 他キャラクターとの関係
ケンのことはそれほど気に掛けてはいないが、ケンとイライザの結婚には反対しており、軟派なケンが義弟になるのをあまり快く思っていないとする記述もある。
ナッシュとはかつて同じ部隊にいた親友。彼との友情についてはゲーム内ではあまり語られていないが、UDONによるアメリカンコミック（日本では2004年発売）では「捕虜となっていたガイルをナッシュが助けたのが2人の出会い」というエピソードがあり、『ストIV』でも同じ設定となっている。ガイルの必殺技もナッシュから伝授されたものとされている。『ZERO』シリーズではナッシュの部隊には所属していないが、ナッシュの格闘術は彼が所属する部隊の全ての隊員が習得しており、ガイルがそれを学んだ可能性があると説明されている。
シャドルーの総帥ベガはナッシュの仇であり、ガイルの闘う目的は彼を追うことが多い。
春麗とはベガによって大切な人を失ったという共通点を持つことから、共に行動する作品が多い（『ストIV』、『II MOVIE』など）。
『ストIV』に登場する、シャドルーを追う傭兵部隊出身の青年アベルは、ガイルと同じ技を使う男を見たことがあるらしく、何らかの関係を匂わせている。本編では語られていないが、この男は後に公式ブログでナッシュであることが明かされ、アベルは彼によってシャドルーの研究所から助け出された経験があると語られた。
ほかにも納豆を嫌いなものとして挙げる原因になったリュウなど、『ストII』シリーズの中では他キャラクターとの関わりが多い人物である。

### キャラクターの原型
外見は『ジョジョの奇妙な冒険』の第3部『スターダストクルセイダース』のメインキャラクターの一人「ジャン＝ピエール・ポルナレフ」をモデルにしているとされているが、当時の開発スタッフがポルナレフと、その仇敵である「J・ガイル」とを混同していたために「ガイル」という名前が付いたという経緯がある。船水紀孝いわく「キャラの名前は適当で、最初はインド人とか野人とか中国娘とかでした。ガイルだけは名前から入ったんですよ。キャラのラフを見た人に、『これ『ジョジョの奇妙な冒険』のガイルでしょ』って、じゃあガイルにしようって。あとで調べたらそれはポルナレフだった（笑）」とのこと。キャラクターデザインを担当したあきまんによると最初は垂直に髪が立っていたが、ガイルのドット担当者がどんどん横に伸ばしていき周囲からも「面白いからもっとやろうぜ」と煽っていくうちに、現在のような個性的な髪型になったという。

### SNKとのクロスオーバー
SNKのゲーム『ザ・キング・オブ・ファイターズ'94』のボスキャラクター・ルガール・バーンシュタインの対戦前デモで、ルガールがそれまで倒してきた格闘家を銅像にしたものが出てくるが、その中にはソニックブームを撃つガイルらしき像も含まれていた。『CAPCOM VS. SNK』（以下『CVS』と表記）では、ガイルとルガールの対戦前のデモでルガールの目前に前述したようなガイルの像が現れ、ガイルがそれをソニックブームで破壊し、続いてその残骸をルガールが烈風拳で粉砕するという演出がある。掛け合い台詞でもルガールはガイルに興味を抱いているが、ガイル自身は迷惑がっている。
『餓狼伝説』シリーズの主人公・テリー・ボガードもマーシャルアーツを操るので、『CVS』にてテリーが「自分は独学だがどうだったか?」という質問に「荒削りだが理にかなっており、実戦的」と評価している。
また、『CVS』シリーズでは独特の髪型を『餓狼伝説』シリーズの不知火舞や『ザ・キング・オブ・ファイターズ』シリーズのチャン・コーハンにネタにされている。
『SNK VS. CAPCOM SVC CHAOS』（以下『SVC CHAOS』と表記）のエンディングでは、家族のことを第一に考えていたいとの趣旨を語っている。
『頂上決戦 最強ファイターズ SNK VS. CAPCOM』（以下『頂上決戦 最強ファイターズ』）では『ザ・キング・オブ・ファイターズ』シリーズのレオナ・ハイデルンがライバルキャラクターに設定されており、両者でタッグを組むと「ソルジャーズ」というタッグ名になる。

## ゲーム上の特徴
隙の少ない飛び道具「ソニックブーム」を撃ち、それに対する相手の対応を各種通常技で潰していく。下溜めが完了していれば対空は出始めに無敵のある「サマーソルトキック」で万全という防御面に優れた対応型のキャラクター。2つの必殺技がタメコマンドであったこともこの戦い方とうまく合致し、待ちガイルという言葉も生まれた。このときの印象的なイメージから、2005年に発売された攻略DVD『THE STARTING OVER HYPER STREET FIGHTER II』のパッケージイラストには、全キャラクターに睨まれながら無表情でしゃがみ込むガイルのイラストが採用されている。また、2018年に発売されたゲーム『大乱闘スマッシュブラザーズ SPECIAL』ではアシストフィギュアと呼ばれるサポートキャラクターとして登場するが、基本姿勢はしゃがみ込んでおり、待ちガイル戦法そのままの行動をとる。
初代『ストII』では（プレイヤーの技術を考慮に入れなければ）直接対決でガイルと互角に渡り合える相手はダルシム以外におらず、（プレイヤーの技術が高ければ）ザンギエフなどは比較的健闘できたものの、ブランカや春麗などジャンプ攻撃を主体にしたキャラクターは苦戦を強いられた。『ストリートファイターII'』（以下『ダッシュ』と表記）以降は必殺技の追加も無いまま、シリーズが進むごとに必殺技の硬直延長や、中足払いなどの強力な技の当たり判定調整など全体的な弱体化が図られた。その反面、必殺技の溜め時間の短縮や、溜めを作りながら前進後退が可能になる通常技の追加変更などによって、使いやすさとテクニカルさを両立したキャラクターへと変貌を遂げた。
『ストII』は最初から北米でのマーケットも日本国内同様に重視されており、アメリカでの主人公キャラクターという位置づけで作られているため、クセがなく使いやすい操作系に設定されている。また、リュウやケンと違い、春麗とともに最終ボスのベガと直接関係するキャラクターになっている。

## 技の解説

### 通常技
シリーズ作品毎に記載。なお『ストEX』シリーズ及び『スト6』では立ち状態の遠近およびジャンプ状態の垂斜の区別はない。

#### ストII
| 操作     | 立ち（近距離）                        | 立ち（遠距離）                                  | しゃがみ                | 垂直ジャンプ                                          | 斜めジャンプ                          |
| -------- | ------------------------------------- | ----------------------------------------------- | ----------------------- | ----------------------------------------------------- | ------------------------------------- |
| 弱パンチ | ジャブ                                | ストレート(※1) / ジャブ                         | ジャブ / ストレート(※5) | ジャンプパンチ / ジャンプチョップ(※5)                 | ジャンプチョップ / ジャンプパンチ(※2) |
| 中パンチ | フック / ストレート(※6)               | トルネーディーアッパー                          | ストレート              | ジャンプパンチ / ジャンプチョップ(※5)                 | ジャンプチョップ                      |
| 強パンチ | ボディーアッパーカット                | スピニングバックナックル / バーンストレート(※3) | リフトアッパー          | ジャンプパンチ / ジャンプチョップ(※5)                 | ジャンプチョップ                      |
| 弱キック | ムエタイキック                        | ムエタイキック                                  | キック                  | ジャンプヒールキック                                  | ジャンピングニーアタック              |
| 中キック | スラストキック                        | ローリングソバット                              | スライドキック          | ジャンプヒールキック / ジャンプローリングソバット(※2) | ガイルキック                          |
| 強キック | トラースキック / メイジャーキック(※3) | ラウンドハウスキック / ヘビースタブキック(※3)   | ドラゴンスイープ(※4)    | ジャンプサイドキック                                  | ジャンピングサイドキック              |

※1 初代『ストII』および『ハイパーストリートファイターII』でのNORMAL仕様のみ
※2 『スーパーストリートファイターII』『スーパーストリートファイターIIX』および『ハイパーストリートファイターII』でのSUPER、SUPERX仕様のみ
※3 『スーパーストリートファイターIIX』および『ハイパーストリートファイターII』でのSUPERX仕様のみ
※4 右足→左足と1回転中交互に繰り出す2段技だが、ヒットするのはどちらか一方のみ（ガード時は2回当たる）で2発ともヒットするのはボーナスステージのターゲットしかなかった。以後の『ストEX』シリーズと『ウルIV』オメガエディションでは2段ともヒットする仕様に変更されている。
※5 スーパーファミコン版など移植版
※6 スーパーファミコン版初代のみ

#### ストEX
| 操作     | 立ち                   | しゃがみ         | ジャンプ                 |
| -------- | ---------------------- | ---------------- | ------------------------ |
| 弱パンチ | ジャブ                 | ジャブ           | ジャンプパンチ           |
| 中パンチ | ボディーアッパーカット | ストレート       | ジャンプチョップ         |
| 強パンチ | バーンストレート       | リフトアッパー   | ジャンプチョップ         |
| 弱キック | ムエタイキック         | ローキック       | ジャンピングニーアタック |
| 中キック | メイジャーキック       | ローサイドキック | ガイルキック             |
| 強キック | ローリングキック       | ドラゴンスイープ | ジャンプサイドキック     |

#### スト6
| 操作     | 立ち               | しゃがみ         | ジャンプ                 |
| -------- | ------------------ | ---------------- | ------------------------ |
| 弱パンチ | ジャブ             | ジャブ           | ジャンプパンチ           |
| 中パンチ | フック             | ストレート       | ジャンプストレート       |
| 強パンチ | サイクロンフック   | リフトアッパー   | ジャンプチョップ         |
| 弱キック | ムエタイキック     | キック           | ジャンピングニーアタック |
| 中キック | トラースキック     | スライドスイープ | ガイルキック             |
| 強キック | ヘビースタブキック | ドラゴンスイープ | アンチラウンドキック     |

### Vシステム
リバースバックナックル
Vリバーサル。「スピニングバックナックル」よりも距離の短い裏拳を叩きこむ。
トラップサイドキック
Vシフトブレイク。

#### Vスキル
ソニックブレイド [I]
目の前に、縦に回転する停滞型の真空波を設置する。「ソニックブーム」を合わせることでヒット数の上がった「ソニッククロス」を放てる。『スト6』では必殺技に変更されている。
ダイブソニック [II]
前方に飛び上がり、空中から「ソニックブーム」を放つ。

#### Vトリガー
ソリッドパンチャー [I]
両腕に気を纏わせる。発動中は後述の「ソニックブレイク」が使用可能になる他、クリティカルアーツの「ソニックハリケーン」が「ソニックテンペスト」に変化する。『スト6』ではスーパーアーツ（SA2）に変更されている。
ナイフエッジ [II]
両脚に気を纏わせる。発動中は「サマーソルトキック」が強化される。

### 投げ技
ジュードースルー
背負い投げに似た技。投げた後は相手との間合いが離れる。
『ストII』シリーズのみ中Pで、それ以外では中or強Pボタン（『ストEX3』以外の『ストEX』シリーズ、『CVS』シリーズ）もしくはPP同時押し（『ZERO3』）あるいはレバー後以外（ニュートラルor前方入れ）の弱PK同時押し（『ストEX3』、『ストIV』シリーズ）に変更されている。
『ストV』ではレバー後入れに変更されており、『ストIV』シリーズ以前のドラゴンスープレックスとは逆になっている。
また『ストII』シリーズでのグラフィックと『ZERO3』、『CVS』シリーズなどのいわゆる『ZERO』シリーズグラフィックでは投げモーションが両者全く異なる。
初代『ストII』では、この技のモーションだけ出して相手を問答無用に投げるバグ技「真空投げ」が存在した。詳しくは「後述」を参照。
ドラゴンスープレックス
名前に反して技を仕掛けるモーションは『ストEX』シリーズと『ストV』以外はジャーマンスープレックスに近い。相手の背後へ回り込むように掴み、後頭部から地面に叩き付ける。投げた後は相手との間合いがあまり離れない。
『ストII』シリーズのみ強Pで、それ以外ではKボタンに変更されている。なお『ストEX3』や『ストIV』シリーズではレバー後入れ（必ず自分の位置を基準に後方へ投げる）となっている。
『ストEX3』や『ストIV』シリーズでは投げ方向の任意指定が不可能となった（自分を基準に前方へは「ジュードースルー」、後方へは「ドラゴンスープレックス」と固定されている）。
『ストV』ではレバー後以外（ニュートラルor前方入れ）に変更されており、『ストIV』シリーズ以前のジュードースルーとは逆になっている。このため投げ方向は自分を基準に前方へは「ドラゴンスープレックス」、後方へは「ジュードースルー」となっている。
ニーガトリング
ナッシュの使用する技と同じ技。iモードのゲーム『どこで〜もファイター』にて使用。
フライングメイヤー
空中P投げ。相手を上空から地面へ投げ付ける。初代『ストII』では投げ間合いが広かったが、『ダッシュ』以降は間合いが狭くなり、相手が自分よりも上方向にいるときに掴める。
『ストEX』シリーズでは使われていない。
着地寸前でこの技を出すとダメージがほとんどない代わりに得点が多く入る。
フライングバスタードロップ
空中K投げ。空中で相手を掴み垂直へ落下した後、膝の上へ落とす。初代『ストII』では「フライングメイヤー」と同じく投げ間合いが広かったが、『ダッシュ』以降は同様に狭くなり、相手が自分よりも下方向にいるときに掴める。また、ガイルの投げ技の中では最もダメージが大きい。
『ストEX』シリーズではPボタンに変更されている。
『II』シリーズにおいてAC版では気合ボイスを一切発しないが、家庭用移植版の『スパII』以降の作品では気合ボイスを発する。

### 特殊技
ニーパット
初代『ストII』および『ハイパーストリートファイターII』でのNORMAL仕様のみ使用可能な膝蹴りで近距離限定。なおスーパーファミコン版初代には実装されていない。
ニーバズーカ
『ダッシュ』以降で使用可能な飛び膝蹴り。タメコマンドを維持しつつ前へ移動できる。こちらは相手との距離制限は一切ない。
リバーススピンキック
上下逆さに蹴りを出す技で、相手の下段をかわしつつ攻撃できる技。一部作品を除き近距離限定。
初代『ストII』でこの技と「ソニックブーム」を組み合わせることによって、「真空投げ」ができる。
『Super Street Fighter II Turbo HD Remix』（以下『HDリミックス』と表記）では相手との間合い（距離）に関係なく出せる仕様となっており、さらにしゃがみガード不能の中段属性技となっているが、その代わり発生がやや遅くなっている。
スピニングバックナックル
『ストリートファイターII'ターボ』（以下『ターボ』と表記）までは通常技の遠距離立ち強パンチだが、『スーパーストリートファイターII』（以下『スパII』と表記）からレバーを前に入れることで間合いに関係なくいつでも使用可能になった。さらに『スーパーストリートファイターII X』（以下『スパII X』と表記）では遠距離立ち強Pが新しい通常技になり、特殊技になった。
リーチが長く発生も速いため、飛び道具の撃ち合いでの硬直時間差とこの技の届く範囲内においてはカウンターを取るという戦法（通称「ソニック裏拳」）が非常に有効（例：「波動拳」と「ソニックブーム」の同時撃ちとなる状況など）である。
ローリングソバット
通常技の遠距離立ち中Kだが、『スパII X』からレバーを前または後ろに入れることでその方向に移動しつつ技を出せるようになった。この移動型ソバットは近距離でも出すことができる（静止型は×）。初代『ストII』および『ハイパーストリートファイターII』でのNORMAL仕様では足先の喰らい判定が無い。
ヘビースタブキック
前へ踏み込みながら蹴りを放つ技で、『スパII X』から加わった遠距離立ち強Kだが、『ストEX』シリーズでは特殊技になっている。タメコマンドを維持しつつ前へ移動できるという「ニーバズーカ」と同じ使い方が可能。
エルボスタンプ
『ストEX』シリーズにおけるガードブレイクもしくはハードアタック技。前方へ上半身ごと倒れこむように肘討ちを繰り出す。
チョッピングストレート / フルブレットマグナム
『ストIV』から加わった拳を振り下ろすしゃがみガード不能の中段技。『ストV』では技名が「フルブレットマグナム」に変更されている。
ガイルハイキック
しゃがみ状態からハイキックを繰り出す『ストIV』から加わった技。「サマーソルトキック」の溜めが間に合わないなど、とっさに出せる対空技であるが、判定はやや弱い。なお、ヒット時には相手を浮かせられる。
バーンストレート
『ストV』で使用する特殊技。ストレートのパンチを放つ。元は『スパII X』から加わった遠距離立ち強パンチ。
シェイズオブグローリー
『スーパーストリートファイターIV』（以下『スパIV』と表記）から加わった技。対戦前デモで外したサングラスを取り出して着用する、攻撃性能のない動作。着用後に入力することで外すことも可能。
フォートレスムーヴ
『ストV』で実装された特殊移動。しゃがみ状態を維持したまま歩くことができる。
ターゲットコンボ
「スライドキック」→「チョッピングストレート」（しゃがみ中K→レバー前中P）『ストIV』でのターゲットコンボ。下段→中段と相手のガードを揺さぶれる。
ドレイクファング
『ストV』で使用する。上のターゲットコンボと性能は同じで、しゃがみ中K→「フルブレットマグナム」のコンボ。
トールエッジ
『ストV』で使用するターゲットコンボ。しゃがみ弱K→立ち中Pの連係技。
ブレットリボルバー
「トールエッジ」の後に、スピニングバックナックルで相手をダウンさせる。

スイングアウト
『ストV』で使用する。立ち中Pの後にスピニングバックナックルで相手をダウンさせる。
トラースコンビネーション
弱K→中Kの連撃。
同時押しスペシャル
しゃがみ弱キック→弱キック+パンチのターゲットコンボ。しゃがみ弱キックの直後に、弱キックボタンと同時押しで弱中強のパンチをコンボとして発動することができる。

### 必殺技
ソニックブーム（キャラクターが右向き時、←ため→Pボタン）
超音速航空機のソニックブームに由来する。両腕を超高速で胸の前に交差させることで横回転する衝撃波を発生させ、相手に向かって発射する飛び道具タイプの必殺技。撃った後の隙が「波動拳」などに比べて非常に小さいのが特徴で、弾速の遅い弱「ソニックブーム」を撃ち、それを追いかけて、盾のようにして相手を攻め立てる戦法がシリーズを通じて有効。
開発当初のラフ案では名前が「神砂嵐」だった。
弾色は白色であり、初代『ストII』〜『ターボ』までは黄色、『スパII』以降は青色、『ストV』『スト6』では黄緑色みを帯びている。

『ストV』ではVトリガー[I]発動中はボタンを連打することで通常版は最大5発、EX版は最大3発まで弾を撃てる。
『ストV』ではVトリガー[II]発動中に限り空中でも出せるようになり、斜め下へ撃つ。
『HDリミックス』では発動時のボイスが『ターボ』以前のものとなっている。
ソニックブレイク
EX版「ソニックブーム」を発射後、さらにパンチボタン2つ同時押しでスーパーコンボゲージを1つ消費し、3回まで追加入力可能となる。
『ウルトラストリートファイターIV』（以下『ウルIV』と表記）のオメガエディションで使用。モーションはそれぞれ片腕外払い、片腕内払い、ソニックブームとなる。ナッシュも同名のスーパーコンボを使用する。
『ストV』ではVトリガー[I]発動中、及び『スト6』ではSA2・ソリッドパンチャー発動中にそれぞれ使用可能で、ボタンを連打することで最大5発まで弾を撃てる。また、ボタンとレバーの組み合わせで弾速が変化する。
ソニッククロス
『ストV』でVスキル[I]の発動直後、及び『スト6』ではソニックブレイド発動直後にそれぞれ「ソニックブーム」を放つことで合体し、ヒット数の上がった衝撃波を放つ。

ソニックブレイド（↓／←Pボタン）
『ストV』でVスキル[I]であった技が『スト6』で必殺技に昇格したもの。基本的には『ストV』とほぼ同じ。
サマーソルトキック（↓ため↑Kボタン）
直訳すると「とんぼ返り蹴り」で、その名の通り、後方宙返りをしながら蹴りを放つ。蹴りと共に三日月状の衝撃波が発生し、攻撃範囲が広く、対空迎撃技として高い性能を誇る。また着地時の硬直が0フレーム（=スキが全くない）なので、着地を狙って反撃されてもガードが間に合ったり、逆にこちら側が先に着地と同時に投げることもできた。『ダッシュ』以降は着地時の硬直時間がつくようになったため、これらの行動はできなくなった。
当初は蹴りを行いながら後方に飛ぶ技だったがそのままではあまりに強いので、『ストII』のROM完成1日前に前方に飛ぶよう変更された。
『MARVEL VS. CAPCOM 2』では、この衝撃波が斜め上空へと飛んでいくようになっている。また、同作では空中で出すこともでき、その場合はレバーの溜め入力が必要ない。
多くの作品では膝蹴りをしながら飛び上がり、後方宙返りをしながら蹴りを放つモーションで地上近距離だと膝蹴りで相手を吹っ飛ばす動きだったが『ウルIV』オメガエディションでは飛び膝蹴りと後方宙返り蹴りの両方に攻撃判定が付き、2ヒットになった。また『ダッシュ』および『ターボ』での強で出した場合のみ2ヒットするが、相手が地上でなおかつ密着状態でしかヒットせず、さらに根元の1発目はダウン効果が無い。
『ウルIV』オメガエディションでは蹴りと衝撃波の2ヒットでEX版は3ヒットに変更された。また全体的に飛び上がる高度が低くなり、衝撃波で飛び道具を消すこともできる。
『ストリートファイターV アーケードエディション』のVトリガー[II]発動中は縦回転の「ソニックブレイド」に似た衝撃波を放つようになり、この衝撃波は消えることなく前方に移動していく。EX版は「ダブルサマーソルト」となり、地面に着地せず2連続の蹴り上げを行う。
『HDリミックス』ではケンの昇龍拳に匹敵するほど、大きく前方向へ飛距離が伸びる。
ストライクイーグル
『ウルIV』のオメガエディションで使用。飛び上がって急角度の飛び蹴りを放つ。アーマーブレイク属性でコマンド技。飛び上がり時は打点が高い飛び道具（タイガーショットなど）でなければ飛び越えることができ、特にEX版は飛び道具に対して無敵となっており、飛び道具同士の撃ち合いに対し「ソニックブーム」のタメが間に合わない状況において咄嗟に出せる打開策となる。
『スト6』ではドライブリバーサルとして使用。
ブリッツコンビネーション
『ウルIV』のオメガエディションで使用。前進しながら2連続の蹴りを浴びせる。コマンド技となっているためヒット確認からのコンボに適している。
EX版では後述する「トータルワイプアウト」を彷彿とさせる内容になる。また最後の「スピニングバックナックル」には「ソニックブーム」と同じ虹色の気が纏う。
『スト6』ではドライブインパクトとして使用。
ハンドカフ
『ストリートファイター ザ・ムービー』（以下『ザ・ムービー』）のみに登場。相手に手錠を掛け、しばらく行動不能（気絶状態と同等）にする。

### スーパーコンボなど
必殺技はいずれの作品でほぼ2つのみだが、スーパーコンボ系の技は各種バリエーションがある。
ダブルサマーソルトキック / サマーソルトストライク
『スパII X』から登場した技である。連続で「サマーソルトキック」を繰り出す。
『スパII X』と『ハイパーストリートファイターII』（以下『ハパII』と表記）ならびに『ストEX』シリーズ、『ストIV』シリーズでは2連発。『ZERO3』など3連続になる場合、技名が変更されている。『MARVEL VS. CAPCOM 2』でもそのLV3版と同様だが、衝撃波が斜め上空へと飛んでいく。『ストIV』シリーズのスーパーコンボ版は技名が「ダブルサマーソルト」となっている。
『ストV AE』ではVトリガーII発動中、サマーソルトキックのEX版が本技となり、着地せずに連続で繰り出す。
サマーソルトエクスプロージョン
『ストIV』におけるウルトラコンボI（UC1）。3連続のサマーソルトキックを放つが、2発目はナッシュの「サマーソルトシェル」同様、踵で蹴り上げる動作になっている。『ウルIV』からは、発動時相手が自分を飛び越していた際に振り向いて発動する性能が追加された。
サマーソルトスラッシュ
『SVC CHAOS』でのみの超必殺技。「サマーソルトキック」を繰り返しながら垂直上昇し、頂点に達した所で浴びせ蹴りを振り下ろす。
トリプルサマーソルト
『ザ・ムービー』でのみ使用。3連続の「サマーソルトキック」。
クロスファイアサマーソルト
『スト6』でのみ使用。サマーソルトキックで空中へ吹き飛ばした相手にソニックブームを放ち、間髪入れず相手の目の前まで跳び上がった後に再度サマーソルトキックを叩き込むスーパーアーツ（SA3）。
ソニックブームタイフーン
『ストEX』シリーズのみ登場。「ソニックブーム」の強化版。初出の『ストEX2』では、技後のスキがほとんど無かった、『ストEX2 PLUS』以降はメテオコンボに変更。技そのものは、竜巻を起こすほど大きな気弾となり、威力・判定とも非常に大きい。
ソニックハリケーン
『ZERO3』から追加。『CAPCOM VS. SNK 2 MILLIONAIRE FIGHTING 2001』（以下『CVS2』と表記）ではLV3専用、『SVC CHAOS』ではEXCEED、『スパIV』ではウルトラコンボII（UC2）。巨大な「ソニックブーム」を目の前に発生させる。『MARVEL VS. CAPCOM 2』ではより巨大なものになり、『CVS2』以降もこのバージョンが採用されている。『頂上決戦 最強ファイターズ』のLV2版のみ、最後に巨大ソニックブームを前方に飛ばす。
『ストV』ではクリティカルアーツとして使用。腕を斜め後ろにして力を溜めると筋肉が膨れ上がる演出がある。
『スト6』ではスーパーアーツ（SA1）として使用。旧来シリーズではLV3仕様などゲージ消費が大きい技として扱われていたが本作では1ゲージ技となっている。またコマンド入力により通常は正面に放つ気弾を斜め上方向に放つことも可能となったため対空技としても機能する。
ソニックテンペスト
Vトリガー[I]発動中に使用可能な「ソニックハリケーン」の強化版。攻撃判定と威力が強化される。
ソリッドパンチャー
『ストV』でVトリガー[I]であった技が『スト6』でスーパーアーツ（SA2）に昇格したもの。効果時間中はソニックブレイクが使用可能になるが、『ストV』にあったソニックハリケーン→ソニックテンペストへの強化効果は無くなっている。
オープニングギャンビット
『ストEX』シリーズに登場。パンチを連発しながら前進し、側転のようなモーションの「サマーソルトキック」でフィニッシュする。
クロスファイアブリッツ
『頂上決戦 最強ファイターズ』でのみ使用。ナッシュが使用していた同名の連続打撃技と同じ性能。
クロスファイアーアサルト
『MARVEL VS. CAPCOM 2』のみでのハイパーコンボで、空中から突進する連続攻撃。
トータルワイプアウト
『CVS』シリーズから追加。ナッシュの「クロスファイアブリッツ」に似た、前進しながらの連続打撃技。『ウルIV』オメガエディションでは「ブリッツコンビネーション」のEX版の動作が、最後に「スピニングバックナックル」で締める共通点がある。
G.アーツ
『ザ・ムービー』でのみ使用。ハイキックを繰り出してから蹴りを乱れ打ちし、飛び蹴りでしめる。
メテオタッグコンボ・ガイル&春麗
『EX3』で春麗がパートナーの時に発動可能なメテオタッグコンボ（個別の技名はない）。ガイルがアッパーを食らわせた後、ひるんだ相手に「ソニックブームタイフーン」と「気功掌・極」で同時攻撃する。

## 他のメディアのガイル
一部のメディアでは「ウィリアム・F・ガイル（William F. Guile）」または「ウィリアム・ガイル」がフルネームとされることがある。この設定の場合は「ガイル」は名字とされている。

### 映画
- 1994年の実写ハリウッド映画『ストリートファイター』およびそれとのタイアップで作られた格闘ゲーム『ストリートファイター ザ・ムービー』『ストリートファイター リアルバトル オン フィルム』では、国連軍のウィリアム・ガイル大佐（ジャン＝クロード・ヴァン・ダム）として主役に配された。
- 1994年のアニメ映画『ストリートファイターII MOVIE』では、春麗とともにシャドルーの調査をし、リュウやエドモンド本田とともに最終決戦にも参加する。なお、劇中ではF-15パイロットとなっており、駐機場でコクピットから降りるシーンがある。終盤でベガと戦うが、不規則な動きを破るためのソニックブームも通用せず、逆にサイコパワーで吹き飛ばされた。

### テレビアニメ
- 1995年のテレビアニメ『ストリートファイターII V』では、井の中の蛙であったリュウを圧倒的な強さであしらい、世界の広さを知らしめる役目を負った。物語の後半では誘拐されたケンの救出を彼の父親に依頼され、スペインへ向かう。本作での階級は軍曹で、年齢は21歳。劇中ではF-15Eを操縦するシーンがある。
- 2007年のテレビアニメ『らき☆すた』では、つかさとこなたが仲良くなったきっかけが「怪しい外国人の大男に誘拐されそうになったつかさをこなたが救出したこと」ということになっているが、この時につかさを誘拐しようとした「怪しい外国人の大男」としてガイルによく似た風貌の男が登場。また、こなたが彼を撃退する様子が『ストII』のリュウのステージを模したゲーム画面で描かれていた[注 4]

### 漫画
- 中平正彦の漫画『スーパーストリートファイターII キャミィ外伝』では、イギリス軍特殊部隊所属のキャミィと対シャドルーの共同作戦を展開する。原作よりもオープンな性格になっている。
- UDONによるアメリカンコミック『Street Fighter』では、前述の通りナッシュとの関連が詳細になっている。
- 押切蓮介の漫画『ハイスコアガール』では、主人公のハルオが愛用するプレイヤーキャラクターとして登場。ハルオの心の中に住み着いた相棒のような存在で、ここぞという時に現れて助言や励ましを与える。作中では「ソニックブーム」を「ファネッフー」と叫ぶが、監修を担当したカプコンの綾野智章は「今ではおなじみのフレーズなので修正を依頼しないでよかった」と語っている[13]。なお2018年に本作がテレビアニメ化された際には、『ストIV』や『ストV』などでガイルの声を担当した安元洋貴が声を当てている（役名は「ガイルさん」）。また、カプコンのオンラインゲーム『鬼武者Soul』では『ハイスコアガール』の設定でガイルが登場し、ハルオのパラメータを上昇させる固有技「ファネッフー!!!」を使用する。
- 橋口隆志の漫画『ストII爆笑!!4コマギャグ外伝』では、ガイルが何か行動するたびに妻と娘から「着ガイル」「寝ガイル」「若ガイル」などとこじつけられるので悩まされていた。自身のストリートファイトに限界を感じ、自分を迎えてくれる家族の元へ戻った際も「俺には家族がいる」→「家族ガイル」とギャグにしていた。また、自身の出したソニックブームで散髪する通称「ソニ散」が得意だったり、そのソニ散を用いて床屋で客の髪を刈るなど、独特の髪型もネタとなっている。

### コラボレーションゲーム
- 『モンスターストライク』では通常と進化時の属性は「木」設定である[14]。
- 『ガンスリンガー ストラトス2』では、片桐鏡磨のコスチュームとしてガイルの衣装が登場する。

### その他
- 柳屋本店が販売するヘアジェル「J」では、イメージキャラクターに抜擢されている。起用の理由については、キャラクターの硬派なイメージと硬さを必要とする特長的な髪型が、ジェルの特長である「強さ」と「硬さ」と合致したためとのこと[15]。

## バグ技
初代『ストII』では「真空投げ」といわれるバグ技があった。リバーススピンキック（レバー入れ立ち強キック）が出る間合いで「←方向溜め→後10フレームくらい間を置いて、任意のレバー方向+強キック・中or強パンチ」というコマンドを成功させるとガイルが一人でジュードースルー（中パンチでの通常投げ）のポーズを取り、その時相手がどこにいようが投げられたかのごとく地面に叩き付けられるというものである。これは完全無敵の「昇龍拳」の上昇中や金網に張り付いているバルログ、さらにはダウン中の相手をも投げてしまえる上、投げモーション中のガイルは無敵、しかも連続で決めることができる。開発者はこのバグに気づかず、香港のプレイヤーが発見し、ビデオに録画してカプコンに送ってきたことにより初めてその存在が公になった。
同じく初代『ストII』において、「封印」といわれるバグがあった。ガイルが技を出しているときに攻撃を受けると、以後は必殺技が出なくなってしまう。何かの技を一度でも出し切れば元に戻る。初代『ストII』と『ハパII』の初代仕様だけで起きる現象である。
『ハパII』においてのノーマル仕様は前者の「真空投げ」は削除されたが、後者の「封印」は残ったままである。
『カプコンジェネレーション・第5集〜格闘家たち〜』での初代仕様は「真空投げ」が完全再現できる。また同作では同キャラクター対戦が可能となっているため、両者が全く同時に「真空投げ」を発動すると、両者が吹っ飛ばされるという珍現象が起きる。ただし、タイミングが非常にシビアで、一瞬でもズレると遅れた側が負ける。
『ストリートファイター 30th アニバーサリーコレクション インターナショナル』の初代仕様も同様に「真空投げ」が完全再現できる。ただしこちらはアーケード版仕様そのままの移植のため同キャラクター対戦は不可能。

## 登場作品
- ストリートファイターIIシリーズ
- ストリートファイターZERO3（家庭用移植版のみ）
  - ストリートファイターZERO3↑（アッパー）
  - ストリートファイターZERO3↑↑（ダブルアッパー）
- ストリートファイターIVシリーズ
- ストリートファイターV[17]シリーズ
- ストリートファイター6
- ストリートファイターEXシリーズ
- ストリートファイター ザ・ムービー
- ストリートファイター リアルバトル オン フィルム
- カプコン バーサス エス・エヌ・ケイ ミレニアムファイト 2000
- CAPCOM VS. SNK 2 MILLIONAIRE FIGHTING 2001
- MARVEL VS. CAPCOM 2 NEW AGE OF HEROES
- SNK VS. CAPCOM 激突カードファイターズ シリーズ
- 頂上決戦 最強ファイターズ SNK VS. CAPCOM
- SNK VS. CAPCOM SVC CHAOS
- CAPCOM FIGHTING Jam
- ストリートファイター オンライン マウスジェネレーション
- ストリートファイター X 鉄拳
- 新 鬼武者 DAWN OF DREAMS
  - 条件を満たすとロベルト・フロイスのコスチュームとして登場する。
- 鬼武者Soul
- モンスターストライク[18]※プレミアムガチャ限定[14]
- 大乱闘スマッシュブラザーズ SPECIAL（アシストフィギュアとして登場）
- フォートナイト

## 担当声優・俳優
ゲーム作品での担当声優
- 玄田哲章（『ストリートファイターEX』シリーズ）
- 土屋トシヒデ（『ストリートファイターZERO』シリーズ、『MARVEL VS. CAPCOM 2』）
- 石塚運昇（『CAPCOM VS. SNK』シリーズ、『CAPCOM FIGHTING Jam』）
- 西川たけのすけ（『SNK VS. CAPCOM SVC CHAOS』）
- 安元洋貴（『ストリートファイターIV』以降の関連作品全般）
- トラヴィス・ウィリン（『ストリートファイターIV』以降の関連作品全般〈英語版〉）

関連作品での担当声優
- 玄田哲章（テレビアニメ『ストリートファイターII V』）
- 若本規夫（ドラマCD『ストリートファイターII 復讐の戦士』）
- 津嘉山正種（アニメ映画『ストリートファイターII MOVIE』）
- 安元洋貴（テレビアニメ『ハイスコアガール』）
- 田中秀幸（実写映画『ストリートファイター』日本語吹替・テレビ版）
- 大塚芳忠（実写映画『ストリートファイター』日本語吹替・ソフト版）

俳優
- ジャン＝クロード・ヴァン・ダム（実写映画『ストリートファイター』）